# 46e cérémonie des Daytime Emmy Awards
La 46e cérémonie annuelle des Daytime Emmy Awards, organisée par l'Academy of Television Arts and Sciences récompense le meilleur des programmes de journée et a eu lieu le 5 mai 2019 au Pasadena Civic Auditorium à Pasadena en Californie.

## Cérémonie
Les nominations pour la 46e cérémonie annuelle des Daytime Emmy Awards ont été annoncées en direct le 20 mars 2019.

## Palmarès
Note : Les lauréats sont indiqués ci-dessous en premier de chaque catégorie et en gras.

### Programmes

#### Meilleure série télévisée dramatique
- Les Feux de l'amour
  - Des jours et des vies
  - Hôpital central
  - Amour, Gloire et Beauté

#### Meilleur jeu télévisé
- Family Feud
  - The Price Is Right
  - Jeopardy!
  - Let's Make a Deal
  - Who Wants to Be a Millionaire?

#### Meilleur programme matinal
- CBS Sunday Morning
  - Good Morning America
  - CBS This Morning
  - Today

#### Meilleur débat télévisé d'information
- Rachael Ray
  - Access Live
  - The Dr. Oz Show
  - Red Table Talk
  - Today Show with Kathie Lee & Hoda

#### Meilleur débat télévisé de divertissement
- The Ellen DeGeneres Show
  - The Talk
  - The Real
  - The View
  - A Little Help with Carol Burnett

#### Meilleure émission d'informations et de divertissement
- Daily Mail TV
  - Entertainment Tonight
  - Access
  - Inside Edition
  - Extra

### Performances

#### Meilleur acteur dans une série télévisée dramatique
- Maurice Bertnard pour le rôle de Sonny Corinthos dans Hôpital central
  - Peter Bergman pour le rôle de Jack Abbott dans Les Feux de l'amour
  - Tyler Christopher pour le rôle de Stefan DiMera dans Des jours et des vies
  - Billy Flynn pour le rôle de Chad DiMera dans Des jours et des vies
  - Jon Lindstrom pour les rôles de Ryan Chamberlain et Kevin Collins dans Hôpital central

#### Meilleure actrice dans une série télévisée dramatique
- Jacqueline MacInnes Wood pour le rôle de Steffy Forrester dans Amour, Gloire et Beauté
  - Marci Miller pour le rôle d'Abigail Deveraux DiMera dans Des jours et des vies
  - Heather Tom pour le rôle de Katie Logan dans Amour, Gloire et Beauté
  - Maura West pour le rôle d'Ava Jerome dans Hôpital central
  - Laura Wright pour le rôle de Carly Corinthos dans Hôpital central

#### Meilleur acteur dans un second rôle dans une série télévisée dramatique
- Max Gail pour le rôle de Mike Corbin dans Hôpital central
  - Bryton James pour le rôle de Devon Hamilton dans Les Feux de l'amour
  - Eric Martsolf pour le rôle de Brady Black dans Des jours et des vies
  - Greg Rikaart pour le rôle de Leo Stark dans Des jours et des vies
  - Dominic Zamprogna pour le rôle de Dante Falconeri dans Hôpital central

#### Meilleure actrice dans un second rôle dans une série dramatique
- Vernee Watson pour le rôle de Stella Henry dans Hôpital central
  - Kassie DePaiva pour le rôle d'Eve Donovan dans Des jours et des vies
  - Linsey Godfrey pour le rôle de Sarah Horton dans Des jours et des vies
  - Beth Maitland pour le rôle de Traci Abbott Connelly dans Les Feux de l'amour
  - Mishael Morgan pour le rôle de Hilary Curtis dans Les Feux de l'amour

#### Meilleur jeune acteur dans une série télévisée dramatique
- Kyler Pettis pour le rôle de Theo Carver dans Des jours et des vies
  - Lucas Adams pour le rôle de Tripp Dalton dans Des jours et des vies
  - William Lipton pour le rôle de Cameron Webber dans Hôpital central
  - Garren Stitt pour le rôle d'Oscar Nero dans Hôpital central
  - Zach Tinker pour le rôle de Fenmore Baldwin dans Les Feux de l'amour

#### Meilleure jeune actrice dans une série télévisée dramatique
- Hayley Erin pour le rôle de Kiki Jerome dans Hôpital central
  - Olivia Rose Keegan pour le rôle de Claire Brady dans Des jours et des vies
  - Victoria Konefal pour le rôle de Ciara Brady dans Des jours et des vies
  - Chloe Lanier pour le rôle de Nelle Benson dans Hôpital central
  - Eden McCoy pour le rôle de Josslyn Jacks dans Hôpital central

#### Meilleur invité dans une série dramatique
- Patricia Bethune pour le rôle de Mary Pat dans Hôpital central
  - Philip Anthony-Rodriguez pour le rôle de Miguel Garcia dans Des jours et des vies
  - Wayne Brady pour le rôle du Dr Reese Buckingham dans Amour, Gloire et Beauté
  - Kate Mansi pour le rôle d'Abigail Deveraux dans Des jours et des vies
  - Thaao Penghlis pour le rôle d'Andre DiMera dans Des jours et des vies

#### Meilleur présentateur de jeu télévisé
- Alex Trebek pour Jeopardy!
  - Chris Harrison pour Who Wants to Be a Millionaire?
  - Wayne Brady pour Let's Make a Deal
  - Pat Sajak pour La Roue de la fortune
  - John Michael Higgins pour America Says

#### Meilleur présentateur de débat télévisé
- Kathie Lee Gifford et Hoda Kotb pour Today Show with Kathie Lee & Hoda
  - Steve Harvey pour Steve
  - Mehmet Öz pour The Dr. Oz Show
  - Kellie Pickler et Ben Aaron pour Pickler & Ben
  - Rachael Ray pour Rachael Ray

#### Meilleur présentateur d'émission de débat informative
- Kelly Ripa et Ryan Seacrest pour Live with Kelly and Ryan
  - Adrienne Houghton, Loni Love, Jeannie Mai et Tamera Mowry pour The Real
  - Wendy Williams pour The Wendy Williams Show
  - Whoopi Goldberg, Joy Behar, Sara Haines, Sunny Hostin, Meghan McCain et Abby Huntsman pour The View
  - Julie Chen, Sara Gilbert, Sharon Osbourne, Eve, Carrie Ann Inaba et Sheryl Underwood pour The Talk

### Réalisation
- Meilleure réalisation pour une série télévisée dramatique
- Les Feux de l'amour
  - Amour, Gloire et Beauté
  - Hôpital central
  - Des jours et des vies

### Scénario
- Meilleur scénario pour une série télévisée dramatique
- Les Feux de l'amour
  - Amour, Gloire et Beauté
  - Des jours et des vies
  - Hôpital central